# Déesse trônant de Tarente
La statue de la déesse de Tarente est une statue grecque de 151 cm de haut, produite entre 480 et 460 av. J.-C., au cours des premiers temps de la sculpture grecque classique.

## Caractéristiques générales

### Fiche technique
Réalisée en marbre, elle mesure 151 cm de haut et représente une déesse grecque (Perséphone, Hera ou encore Athéna).  
La statue est officiellement découverte en 1911 lors de travaux de fouilles dans la région de Tarente dans le sud de l’Italie dans une fosse de quatre mètres de profondeur. Cependant, selon certains chercheurs, parmi lesquels le professeur Vincenzo Casagrandi, les écrivains Gaudio Incorpora, Adriano Scarmozzino et Pino Macrì et l'archéologue Paolo Orsi, la statue aurait été trouvée, pour la première fois, au début du 1900 par un agriculteur dans un vignoble du territoire de Locri, en Calabre, où se trouvait l'ancienne ville de Locri Epizefiri. Plus tard, la sculpture fut secrètement transportée à Tarente.  
Le culte de Perséphone est en effet largement attesté dans la zone de Reggio de Calabre, où ont été découverts de nombreux  pinakes, datant d'une période comprise entre 490 av. J.-C. et 450 av. J.-C., qui représentant des scènes relatives au mythe de Perséphone,,, et qui sont maintenant conservés au Musée national de la Grande-Grèce, à Reggio de Calabre.   
En 1914, à Tarente, un archéologue allemand, Theodor Wiegand, l’achète auprès d’un marchand d’art du nom de Jacob Hirsch pour les musées de Berlin. Elle est ainsi conservée depuis 2011 au musée de Pergame (au numéro d'inventaire Sk 1761) de la collection d'antiquités de Berlin. 

### Le peuple des Messapiens
L'artiste exact n'est pas connu mais son ou ses sculpteurs faisaient partie du peuple messape, indigènes de la péninsule de Salento et du flanc méridional du massif des Murge. Leur territoire est en résumé l'arrière-pays de la colonie grecque de Tarente dont la capitale était "Bréntion", aujourd'hui Brindes. 

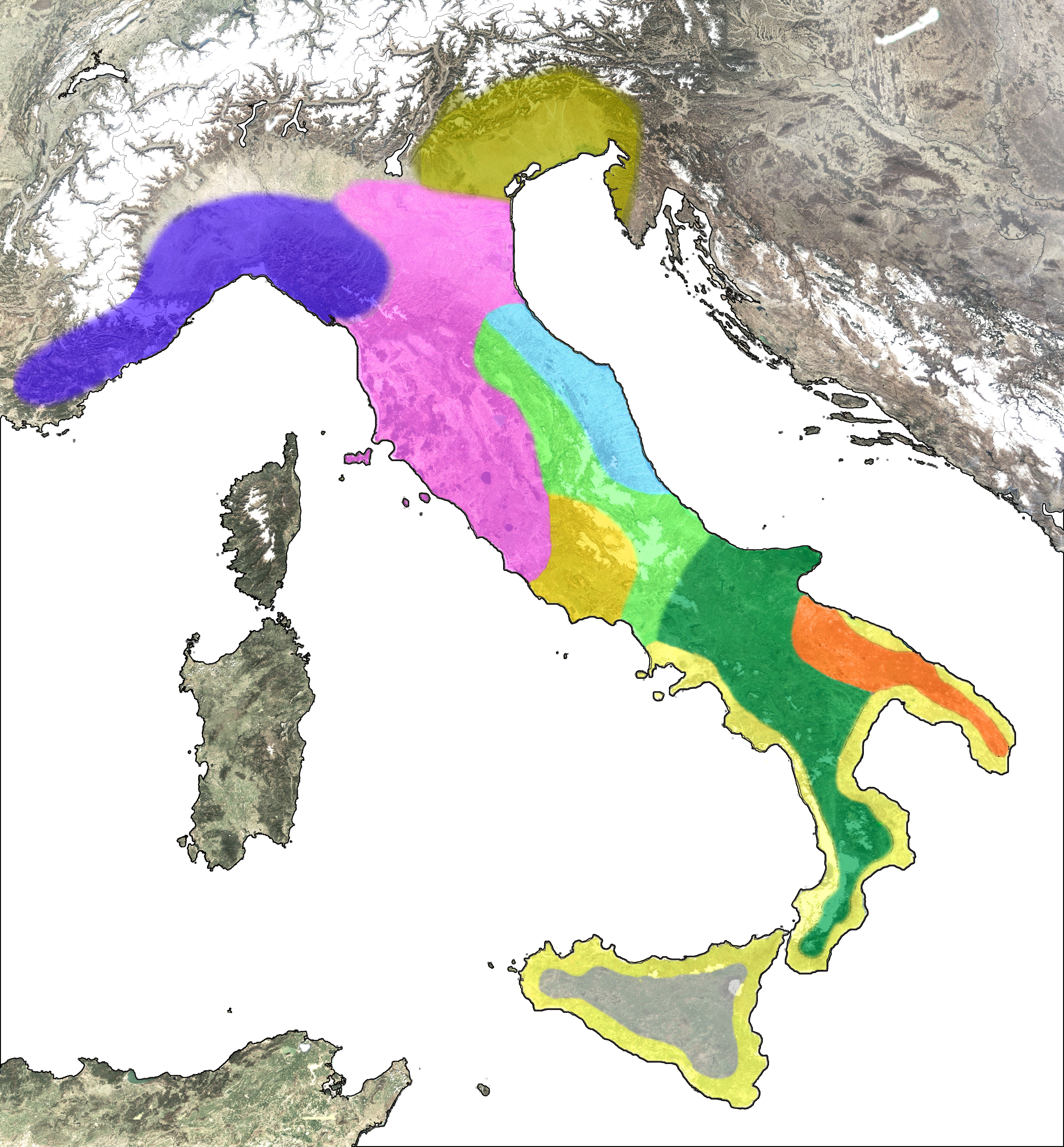
Schéma du peuplement de la péninsule italienne au début de l'âge du fer. La partie orange représente le territoire des Messapiens.

Le peuple messape était un peuple italien au sens géographique du terme avec sa propre langue, sa propre culture et ses propres dieux. La majorité de leurs ressources provenaient du commerce et de l'agriculture. 

## L'influence grecque

### La colonisation grecque en Italie du sud
Si le ou les auteurs de la statue sont italiens au sens géographique du terme, sa confection se place dans un contexte bien précis d'hellénisation de l'Italie du Sud, aussi appelée la "Grande-Grèce" (Megalè Hellas en grec ancien). Lors de la période archaïque, à partir du deuxième quart du VIIIe siècle av. J.-C., les peuples grecs ont en effet colonisé une partie de l'Italie du Sud lors de leur importante expansion en Méditerranée et sur les côtes de la mer Noire. Ces villes de colons grecques appelées cités italiotes étaient soit des "emporion" (comptoir commercial), soit des "apoikia" (établissement colonial) selon le rapport aux indigènes présents sur place. 
Si on trouve des traces antérieures de présence mycénienne sur le site, la colonie grecque de Tarente a elle été fondée à proprement parler en 706 av J.-C. par un groupe de soldats exilés de basse extraction en provenance de Sparte. Si ces soldats sont de grands guerriers installés à un point stratégique du commerce méditerranéen, le peuple messapien s'oppose dès leur arrivée à toute forme d'expansion terrestre.

### Rapport de force entre Messapiens et Tarentais
Les relations entre les deux entités politiques sont ainsi particulièrement tendues. Les guerres sont fréquentes mais les Tarentais avec leur cavalerie légère particulièrement réputée finissent par prendre le dessus. Au tout début du Ve siècle, les Tarentais écrasent les armées messapiennes. Ils massacrent, pillent et brûlent l'ensemble de la région, le peuple messape s'inclinant devant la culture grecque ainsi que le reste de l'Italie du Sud après cette démonstration de force.

### Hellénisation du peuple Messape
Après ces événements, les Messapiens construisent des murailles, s'organisent à l'identique des Grecs en ligues défensives et s'inspirent en tout point de la culture grecque. Quelques années plus tard seulement, les cités messapiennes inversent le rapport de force et lancent le premier mouvement dit de "décolonisation" dont on a des traces. En 473 avant Jésus-Christ, la cavalerie messapienne, réutilisant les techniques de guerre grecques, écrase l'armée tarentaise et pille la ville.
Si l'événement est une catastrophe pour les Grecs d'Italie, il marque pour les Messapiens le début d'un âge d'or d'une soixantaine d'années. Cet âge d'or marque également le développement plus intensif de l'hellénisation du peuple messape avec notamment l'arrivée massive d'artistes de la métropole grecque (Athènes est occupée en -480 avant J-C par les Perses, les ateliers d'art s'exilent). C'est ainsi après l'hellénisation des Messapiens par les Tarentais, qui désormais entrent dans un âge d'or économique, politique et culturel que la déesse de Tarente est sculptée. 

## Les sculptures de culte dans la religion grecque

### Description de la statue
La sculpture possédant un fort rôle religieux, la déesse est assise solennellement sur un trône orné de coussins et d’un dossier témoignant d'un rôle religieux important. Il y a trois vêtements distincts qui recouvrent le corps : un long chiton qui descend jusqu'aux pieds, un manteau oblique maintenu par six bretelles sur le bras droit, et un beau châle recouvrant le dos et des parties des bras. Le trône et la statue étaient calculés au niveau de la composition pour qu'elle soit vue de face. Ce n’était pas un simple objet de décoration que l’on pouvait observer à 360 degrés mais bien un objet de culte.

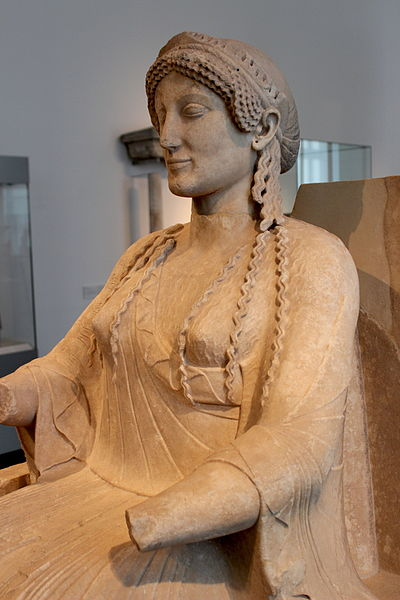
Détails de la déesse

Il y a également un diadème dans les cheveux avec des trous et des fentes pour un ornement en métal qui n'a pas été retrouvé. Aux lobes des oreilles, la déesse portait un cintre, lui aussi en métal et également perdu. Ces éléments témoignent d'une déesse importante, puissante, dont le culte était l'objet d'une attention toute particulière.

### La représentation anthropomorphique de la déesse
La statue a une forme humaine dans l'apparence mais également dans les dimensions. Cette façon de représenter les dieux n’était pas la seule façon de faire et témoigne d’une relation particulière avec la déesse. Une statue représentant une divinité sous des traits humains ne veut pas dire que les Grecs pensaient qu’elle avait cette forme. Par exemple, la représentation d’un dieu pouvait être un xoanon, une statue presque informe. À l’époque classique pouvait ainsi avoir lieu des rituels avec des poteaux et des pierres avec une symbolique très forte.

### L'expression du divin
L’expression du divin n’essaye pas forcément d’imiter ou de ressembler à une image divine inscrite dans l’imaginaire collectif contrairement à l'art chrétien par exemple, les représentations de personnages comme la Vierge Marie répondant à des caractéristiques physiques normalisées. C'est de ce fait dont vient la difficulté, pour les historiens, à reconnaitre la divinité représentée s'il n'y a pas un signe distinctif, comme la foudre pour Zeus. 
Cette idée de la représentation du divin vient de l'idée qu'une statue n'est qu'un intermédiaire avec les divinités concernées. Les Grecs ne représentent ainsi une divinité de façon anthropomorphique que pour flatter cette divinité. On donne en effet à cette image divine les attributs positifs du corps humain (beauté, jeunesse…), cette idée se retrouvant dans les nombreux autres noms donnés aux dieux (Perséphone, littéralement "celle qui apporte la destruction" aussi nommé Mélitôdês, signifiant "semblable au miel").